# Petras Norkūnas
Petras Norkūnas (* 19. Oktober 1912 in Marijampolis, Rajongemeinde Vilnius; † 26. November 2016) war ein litauischer Chirurg und Professor.

## Leben
1934 absolvierte er das Vytautas-Magnus-Gymnasium in Vilnius. Von 1939 bis 1944 absolvierte er das Studium an der Medizinfakultät an Vytauto Didžiojo universitetas in Kaunas. 1957 promovierte er zum Thema „Kaukolės defektų aloplastika“ und 1968 habilitierte zum Thema „Duomenys apie tiesiosios žarnos vėžio diagnostiką, gydymą ir profilaktiką“.
Ab Juli 1944 arbeitete er im Onkologischen Krankenhaus Vilnius. Von 1957 bis 1990 leitete er die Chirurgie-Abteilung von Respublikinis onkologijos dispanseris (dann Onkologijos mokslo tyrimo institutas). Von 1990 bis 2002 war Petras Norkūnas Professor Konsultant am Onkologijos institutas der Vilniaus universitetas.

## Ehrung
- 1966:Verdienter Arzt der Litauischen SSR